# Sárgamoszatok
A sárgamoszatok (Chrysophyceae) nagy, elsősorban édesvízi algacsoport. A sárgamoszat angolul gyakran a sárgamoszatokon kívüli, halak halálát okozó Prymnesium parvumot jelenti.
A Chrysophyceae nem tévesztendő össze a kevésbé egyértelmű Chrysophyta taxonnal. Bár a chrysophytes angol szó ennek angol átirata, általában a Chrysophyceae kládra utal.

## Tagok
Eredetileg a kova- és barnamoszatok minden tagját jelentette, később további csoportokra bontották (például Haptophyceae, Synurophyceae) pigmentjeik és sejtszerkezetük alapján. Egyes heterotróf ostorosokat, például a Bicosoecida tagjait is tekintették sárgamoszatnak.
Általában közeli rokon formák magcsoportjára korlátozzák, melyet a mozgó sejtváltozatok ostorszerkezete különböztet meg, és Chromulinales ordóként is kezelik. Később változhat a besorolás további fajok vizsgálata után.
Korábban a polifiletikus Chromista csoport tagja volt. A nagyobb monofiletikus csoport, melynek tagja volt, tartalmazott számos nem algát, például a Bicosoecidát, az Opalinát, az Oomycotát, a Proteromonadidát, az Actinophryidát és más heterotróf ostorosokat, e csoport a Stramenopila.

## Leírás

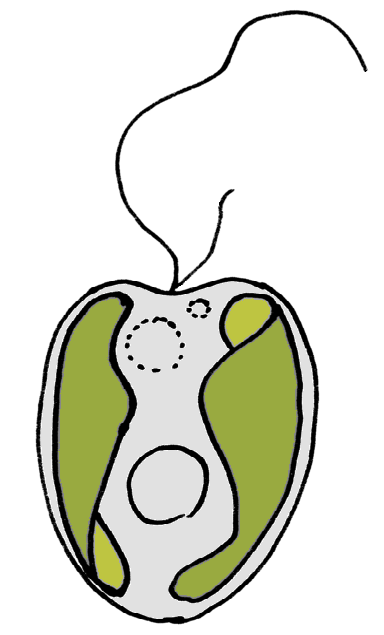
Ochromonas-faj szerkezete

A sárgamoszatok „elsődleges” sejtje két specializált ostort tartalmaz. Az aktív „tollas” (masztigonémás) a mozgással azonos, a sima passzív az ellenkező irányba mutat és egyes fajokban csak vesztigiálisan fordul elő.
A sárgamoszatok azonosítására használható jellemző az endogén módon képződő kovaciszta, a sztatospóra, sztomatociszta vagy sztatociszta. Ez általában gömbölyű és egypórusú. Felszínük különböző szerkezeti elemekkel rendelkezhet és fajok megkülönböztetésére használható.
- A legtöbb tag egysejtű ostoros 2 (például Ochromonas) vagy 1 látható ostorral (például Chromulina). A Pascher (1910) szerinti Chromulinales csak utóbbi tartalmazta, ezeknek nincs sejtfedőjük. Egyeseknek loricái vagy héjai vannak, például a szesszilis és elágazó kolóniákban növő Dinobryon esetén. A legtöbb kovapikkelyes formát külön csoportként (Synurales) kezelik, de néhány, például a Paraphysomonas a Chromulinales tagja.
- Egyes tagok általában amőboidok hosszú elágazó sejtnyúlványokkal, de van ostoros állapotuk is. A Chrysamoeba és a Rhizochrysis ilyen nemzetségek. Egy faj, a Myxochrysis paradoxa életciklusa összetett, benne a nyálkagombákhoz hasonló többmagvú plazmódiumállapottal. Ezek eredetileg a Chrysamoebales rendként alkották. A kissé hasonló Rhizochromulina egykor része volt, de ostoros szakasza szerkezete alapján önálló rendbe került.
- Más tagok nem mozognak. Sejtjeik csupaszok és nyálkába ágyazottak (Chrysosaccus) vagy kokkoidak és sejtfalasak (Chrysosphaera) lehetnek. Egyesek fonalasak vagy parenchimaszerűek, mint például a Phaeoplaca. Ezeket számos régebbi rendbe sorolták, legtöbb tagjuk önálló csoport tagja. A Hydrurus és más elágazó zselatinos fonalat alkotó édesvízi nemzetség gyakran önálló rendet kap (Hydrurales), de ide is tartozhat

## Besorolás

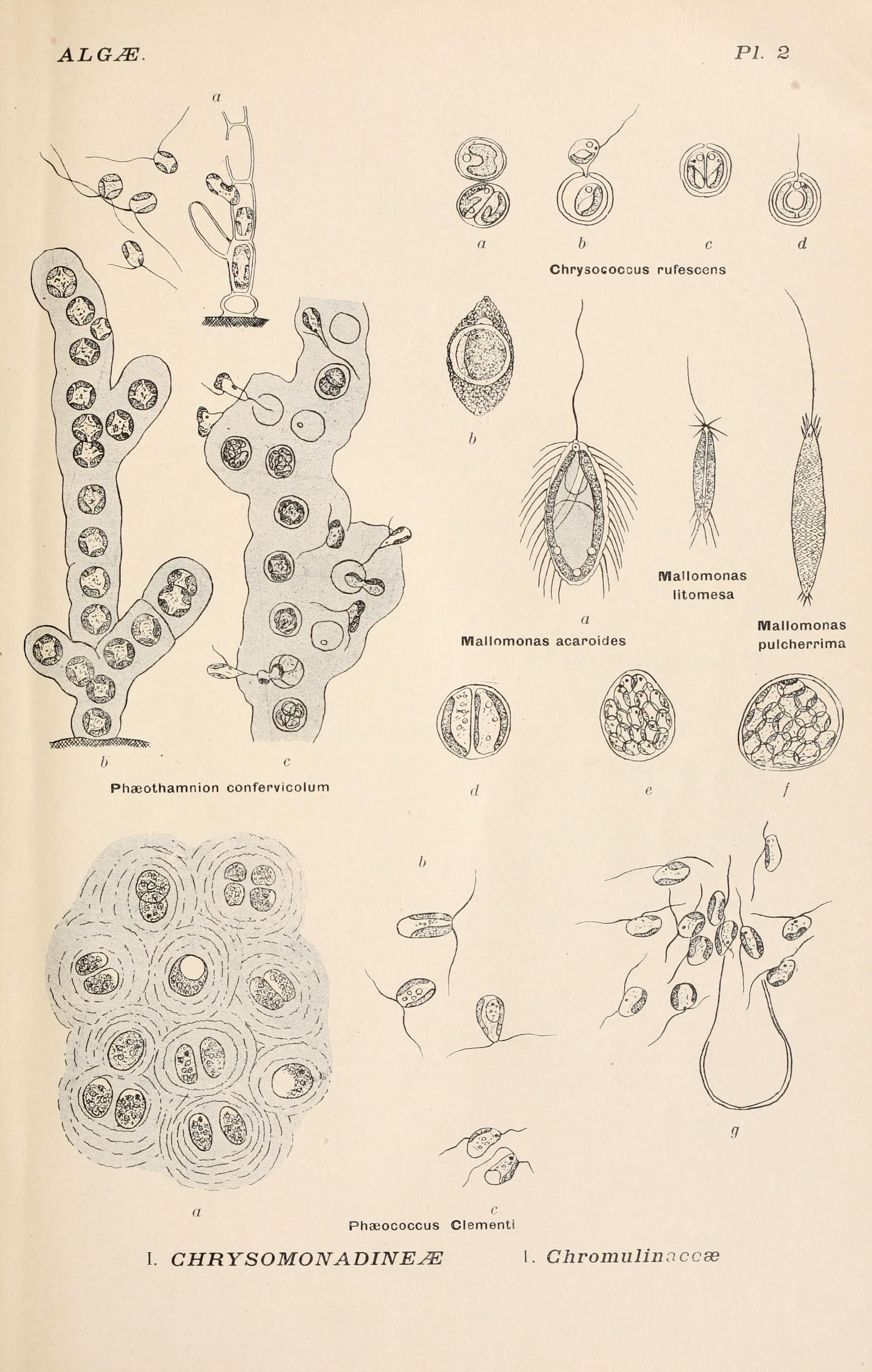
Néhány sárgamoszat-nemzetség

### Pascher (1914)
A sárgamoszatok besorolása Pascher (1914) alapján:
- Divisio Chrysophyta
  - Classis Chrysophyceae
    - Ordo Chrysomonadales
    - Ordo Chrysocapsales
    - Ordo Chrysosphaerales
    - Ordo Chrysotrichales

  - Classis Heterokontae
  - Classis Diatomeae

### Smith (1938)
A sárgamoszatok besorolása Smith (1938) alapján:
- Classis Chrysophyceae
  - Ordo Chrysomonadales
    - Subordo Cromulinae (például Mallomonas)
    - Subordo Isochrysidineae (például Synura)
    - Subordo Ochromonadineae (például Dinobryon)

  - Ordo Rhizochrysidales (például Chrysamoeba)
  - Ordo Chrysocapsales (például Hydrurus)
  - Ordo Chrysotrichales (például Phaeothamnion)
  - Ordo Chrysosphaerales (például Epichrysis)

### Bourrely (1957)
A sárgamoszatok besorolása Bourrely (1957) alapján:
- Classis Chrysophyceae
  - Ordo Phaeoplacales
  - Ordo Stichogloeales
  - Ordo Phaeothamniales
  - Ordo Chrysapionales
  - Ordo Thallochrysidales
  - Ordo Chrysosphaerales
  - Ordo Chrysosaccales
  - Ordo Rhizochrysidales
  - Ordo Ochromonadales
  - Ordo Isochrysidales
  - Ordo Silicoflagellales
  - Ordo Craspedomonadales
  - Ordo Chromulinales

### Starmach (1985)
Starmach (1985) besorolása:
- Classis Chrysophyceae
  - Subclassis Heterochrysophycidae
    - Ordo Chromulinales
    - Ordo Ochromonadales

  - Subclassis Acontochrysophycidae
    - Ordo Chrysarachniales
    - Ordo Stylococcales
    - Ordo Chrysosaccales
    - Ordo Phaeoplacales

  - Subclassis Craspedomonadophycidae
    - Ordo Monosigales

### Kristiansen (1986)
Kristiansen (1986) a sárgamoszatokat és a leváló csoportokat az alábbi módon sorolta be:
- Classis Chrysophyceae 
  - Ordo Ochromonadales
  - Ordo Mallomonadales
  - Ordo Chrysamoebales
  - Ordo Chrysocapsales
  - Ordo Hydrurales
  - Ordo Chrysosphaerales
  - Ordo Phaeothamniales
  - Ordo Sarcinochrysidales
- Classis Pedinellophyceae
  - Ordo Pedinellales
- Classis Dictyochophyceae
  - Ordo Dictyochales

### Margulis et al. (1990)
Margulis et al. (1990) a sárgamoszatokat így sorolta be:
- Phylum Chrysophyta
  - Classis Chrysophyceae
  - Classis Pedinellophyceae
  - Classis Dictyochophyceae (= Silicoflagellata)

### van den Hoeket al.(1995)
Van den Hoek, Mann és Jahns (1995) a sárgamoszatokat az alábbi csoportokba sorolta be:
- Classis Chrysophyceae
  - Ordo Ochromonadales (például Ochromonas, Pseudokephyrion, Dinobryon)
  - Ordo Mallomonadales (= Classis Synurophyceae, például Mallomonas, Synura)
  - Ordo Pedinellales (= Classis Pedinellophyceae, például Pedinella)
  - Ordo Chrysamoebidales (például Rhizochrysis, Chrysarachnion)
  - Ordo Chrysocapsales (például Chrysocapsa, Hydrurus)
  - Ordo Chrysosphaerales (például Chrysosphaera)
  - Ordo Phaeothamniales (például Phaeothamnion, Thallochrysis)

### Preisig (1995)
A sárgamoszatokat és leváló csoportjai Preisig (1995) szerinti besorolása:
- Classis Chrysophyceae 
  - Ordo Bicosoecales
  - Ordo Chromulinales
  - Ordo Hibberdiales
  - Ordo Hydrurales
  - Ordo Sancinochrysidales
  - Ordo Chrysomioridales
- Classis Dictyochophyceae
  - Ordo Pedinellales
  - Ordo Rhizochromulinales
  - Ordo Dictyochales
- Classis Synurophyceae
  - Ordo Synurales

### Guiry és Guiry (2019)
Guiry és Guiry (2019) besorolási rendszere:
- Classis Chrysophyceae
  - Ordo Chromulinales
  - Ordo Hibberdiales
  - Ordo Hydrurales
  - Ordo Rhizochrysidales
  - Ordo Thallochrysidales
  - Chrysophyceae ordo incertae sedis (11 nemzetség)

## Ökológia

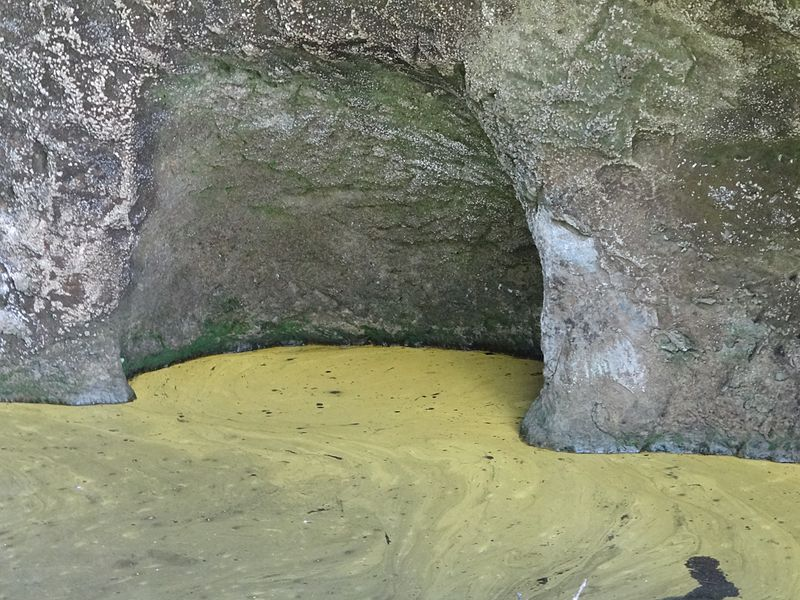
Hikarimo (fényalga) tó Hitacsiban. Ismeretlen nemzetség (Chromulina, Ochromonas vagy Chromophyton).

A sárgamoszatok elsősorban édesvízben élnek, és fontosak a táplálékhálózat-dinamikához oligotróf édesvízi ökoszisztémákban és az eutrofizáció és savas eső okozta környezetkárosodás értékelésére.

## Evolúció

Fukoxantin

A sárgamoszatok fukoxantint tartalmaznak. Mivel sok élőlénynek volt kovakapszulája, viszonylag teljes fosszilis rekord alkotható, melyből levezethető, hogy fotoszintézisre képtelen ősei voltak. Számos Chrysophyceae-prekurzor-fosszíliában nem volt fotoszintetikus pigment. A legegyszerűbb sárgásmoszatok, például a sárgamoszatok ősei valószínűleg heterotróf ostorosok voltak, melyek fotoszintézisre való képességüket fukoxantint tartalmazó cianobaktériumokból szerezték endoszimbiózissal.

## Fordítás
Ez a szócikk részben vagy egészben  a   Chrysophyceae című angol Wikipédia-szócikk ezen változatának fordításán alapul.  Az eredeti cikk szerkesztőit annak laptörténete sorolja fel. Ez a jelzés csupán a megfogalmazás eredetét és a szerzői jogokat jelzi, nem szolgál a cikkben szereplő információk forrásmegjelöléseként.